# Дуэль (фильм, 1961)
«Дуэль» — советский цветной художественный фильм 1961 года режиссёров Татьяны Березанцевой и Льва Рудника, снятый по одноимённой повести А. П. Чехова.

## Сюжет
- По повести «Дуэль» А. П. Чехова.

## В ролях
Лаевский очень непрост для исполнителя. Есть опасность представить его прямолинейно из двух половин — плохой и хороший, чуть ли не злодей и совсем обновленный. Нет, у Лаевского нигде нет одного определенного состояния, у него все смешано, сбито, запутано, хорошее скрыто за плохим, чёрствость и жёстокость перепутаны с действительными страданиями. Всё сложно, как всегда у Чехова.
- Олег Стриженов — Иван Андреич Лаевский
- Владимир Дружников — Николай Васильевич фон Корен
- Людмила Шагалова — Надежда Фёдоровна
- Александр Хвыля — Александр Давидыч Самойленко
- Леонид Кадров — дьякон Победов
- Георгий Георгиу — Илья Михайлович Кирилин
- Елена Кузьмина — Марья Константиновна
- Леонид Пирогов — Битюгов
- Юрий Леонидов — Ачмианов
- Вера Бурлакова — Ольга
- Павел Винник — Егор
- Эммануил Геллер — Мустафа
- Александр Кузнецов — офицер
- Валентин Кулик — Гороховский
- Семён Свашенко — чиновник
- Пётр Соболевский — доктор Устимович
- Инна Фёдорова — Дарья, прислуга

## Съёмки
На «Мосфильме» экранизировали повесть «Дуэль», взяв за основу идущую в Театре-студии киноактёра её инсценировку режиссёра Льва Рудника — при готовом актёрском ансамбле и театральной постановке съёмку на их основе фильма поручили кинорежиссёру Татьяне Березанцевой и оператору Антонине Эгиной.
Съёмки велись в Гаграх, на побережье озера Рица и в горах.

## Критика
Режиссёры Т. Березанцева и Л. Рудник подошли к автору бережно, с доверием. Они увидели современность повести не в нарочитом её осовременивании, а во всей невыпрямленной правде о её героях, в их запутанных взаимоотношениях, в возможностях их обновления. Они полемизировали со всем нынешним облегчённым пониманием Чехова. Они знали, что Чехов не терпит грубого прикосновения, и справедливо сочли, что он сам дал им ключ к сценарной разработке, к композиции, к монтажу.— Ю. Н. Чирва

«Дуэль» уже однажды снимали, но там был неудачный сценарий. Этот старый вариант еще ходит где-то по периферии. — Владимир Высоцкий